# Thrombospondin-2
Thrombospondin-2‏ (Thrombospondin 2) هوَ بروتين يُشَفر بواسطة جين Thrombospondin-2 في الإنسان.